# Tipula (Savtshenkia) sordidipes
Tipula (Savtshenkia) sordidipes is een tweevleugelige uit de familie langpootmuggen (Tipulidae). De soort komt voor in het Oriëntaals gebied.